# Jardin botanique historique de Barcelone
Ne doit pas être confondu avec Jardin botanique de Barcelone.
Le Jardin Botanique Historique de Barcelone (en catalan : Jardí Botànic Històric de Barcelona) est un jardin botanique de la ville de Barcelone situé sur la colline de Montjuic, dans le parc de Montjuic (en catalan: Parc de Montjuïc). Il a été créé en 1930 par le botanique Pius Font i Quer. Inauguré le 17 juillet 1941, a été fermé au public en 1986 et, après la consolidation de ses terrains et le reconditionnement de son enceinte, rouvert en 2003. Il est un des sites du Musée des Sciences Naturelles de Barcelone, tout comme le Jardin Botanique de Barcelone, inauguré en 1999 et également situé sur la colline de Montjuic.

## Histoire

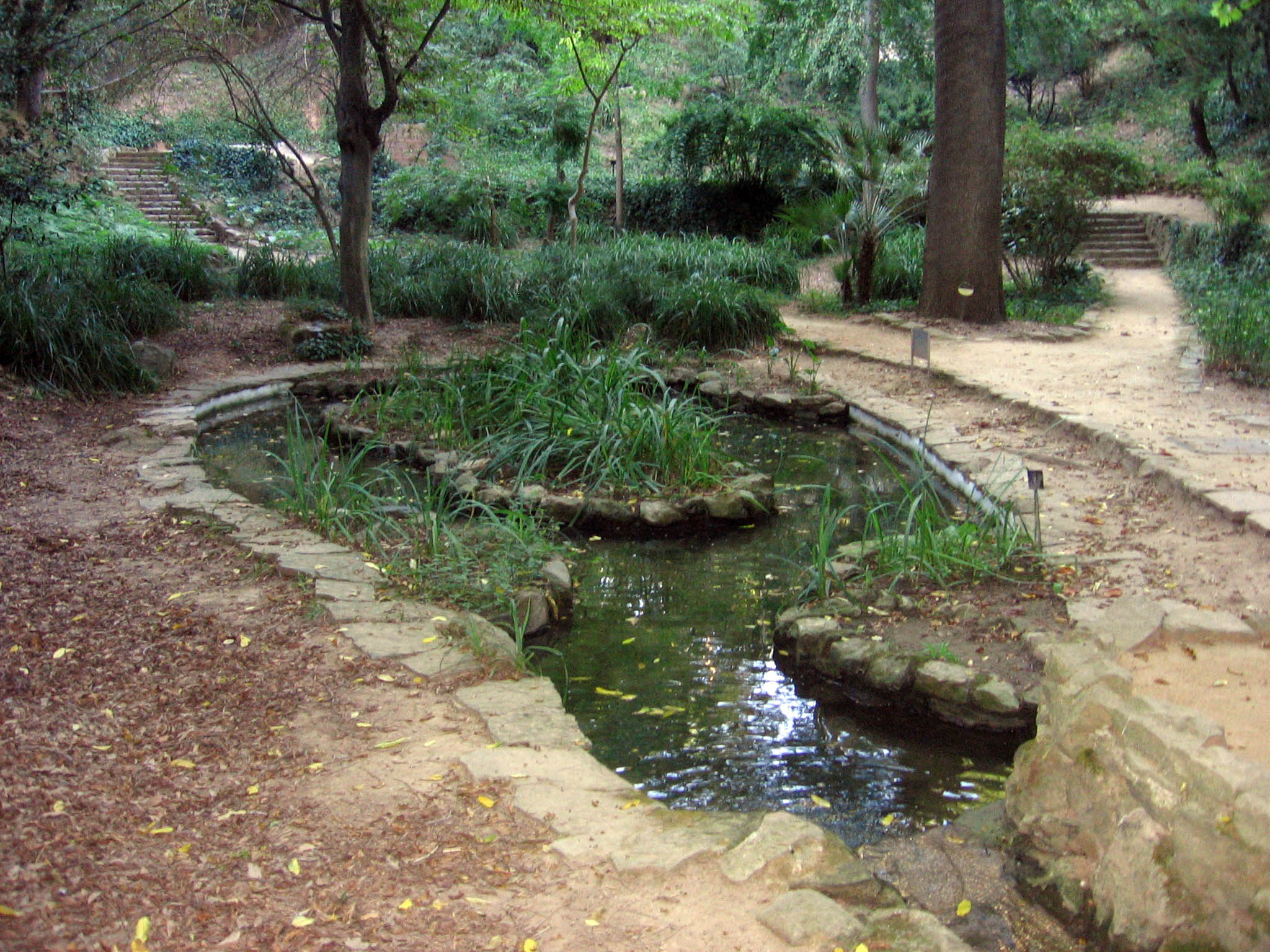
Jardin Botanique Historique de Barcelone.

Le Jardin Botanique Historique de Barcelone a été créé en 1930 par le botaniste Pius Font i Quer selon le projet d'urbanisation de la colline de Montjuic établi pour l'Exposition Internationale de Barcelone de 1929,,.
Les travaux étant retardés par la Guerre Civile, il fut inauguré seulement le 17 juillet 1941. Les travaux réalisés à Montjuic pour la préparation des Jeux olympiques de 1992, ont entraîné sa fermeture en 1986.
Cette situation de fermeture du Jardin Botanique Historique de Barcelone a motivé la création  d'un nouveau jardin botanique pour la ville de Barcelone, qui fut un centre d'étude et de conservation de specimens spécialisés dans la flore méditerranéenne. C'est ainsi qu'a été créé le nouveau Jardin Botanique de Barcelone, inauguré le 18 avril 1999, selon un projet de la Mairie de Barcelone subventionné par l'Union européenne.
L'ancien jardin botanique, une fois consolidé, a été ouvert à nouveau au public en octobre 2003, avec désormais la dénomination de Jardin Botanique Historique pour le différencier du nouveau jardin botanique.

## Collections

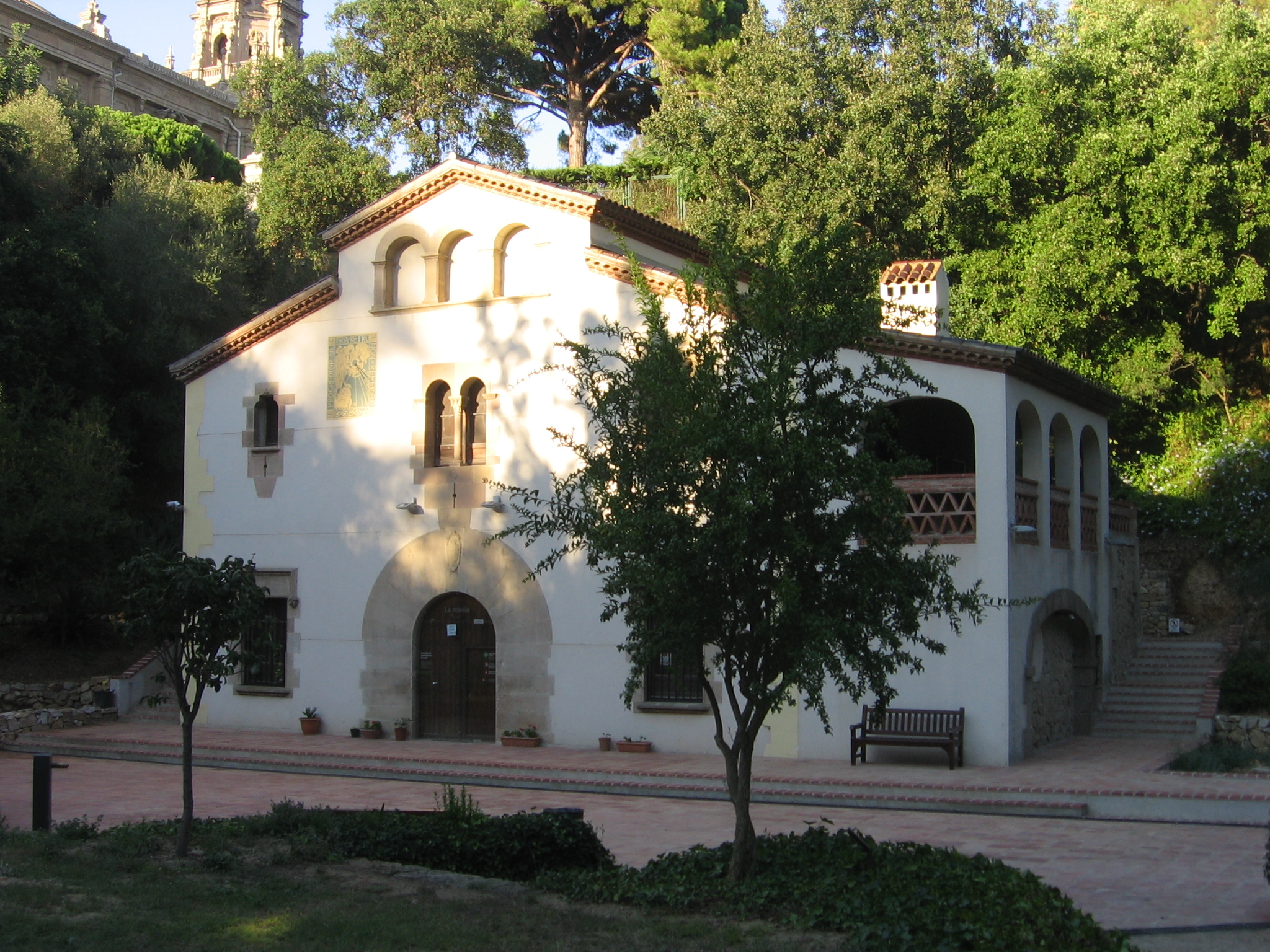
Masía du Jardin Botanique Historique.

Ce jardin botanique héberge des plantes originaires du monde entier et il contient les arbres les plus grands de Barcelone.
Parmi ses collections se distinguent :
- Plantes de Catalogne
- Collection de plantes des îles Baléares
- Collection de plantes des Pyrénées
- Plantes médicinales

## Source de traduction
- (es) Cet article est partiellement ou en totalité issu de l’article de Wikipédia en espagnol intitulé « Jardín botánico histórico de Barcelona » (voir la liste des auteurs).